# 2 Pułk Grenadierów Pieszych Gwardii Cesarskiej
2 Pułk Grenadierów Pieszych Gwardii Cesarskiej (fr. 2e Régiment de Grenadiers-à-Pied de la Garde Imperiale) – pułk piechoty Gwardii Cesarskiej I Cesarstwa Francuskiego.
Istniał w latach 1806–1809 oraz 1811–1815. Jego żołnierze brali udział w licznych działaniach zbrojnych okresu wojen napoleońskich.

## Nazwy historyczne pułku
- 1806 – 2e Régiment de Grenadiers-à-Pied de la Garde Imperiale
- 1810 – Regiment de Grenadiers de la Garde Royale Hollandaise
- 1811 – 2e Régiment de Grenadiers à Pied de la Garde Imperiale
- 1814 – Corps Royal des Grenadiers de France
- 1815 – 2e Régiment de Grenadiers à Pied de la Garde Imperiale

## Dowódcy
- 1806 : Claude-Etienne Michel
- 1808 : Louis Lonchamp
- 1810 : Ralph-Dundas Tindal
- 1810 : Louis Harlet
- 1813 : Joseph Christiani
- 1815 : Joseph Christiani